# Iny Driessen
Iny Driessen (Hasselt, 3 februari 1961 – Vilvoorde, 24 april 2015) was een Belgisch auteur.

## Levensloop
Al op jonge leeftijd schreef ze voor de Patskrant (voormalige Stipkrant) en Vlaamse Filmpjes.  Haar eerste boeken schreef ze voor uitgeverij Unistad en bewerkte onder andere teksten van Godfried Danneels voor jongeren en gezinnen. Ze was de dochter van Monda De Munck.
Nadien vond ze vooral inspiratie bij haar kinderen en schreef ze een aantal kinderboeken die bij Clavis verschenen. Vooral "Blauwe ogen, bruine ogen" over het verhaal van de adoptiedochtertjes was een succes. Ook "Gebrandmerkt" voor tieners is gedeeltelijk autobiografisch.
Op vraag van de Vlaamse bisschoppen kwamen er zes boekjes voor vormelingen en ook een boek over de eucharistie. Met haar boekje over Maria schreef ze als vrouw over de vrouw van Nazareth. In 2001 kwam "Is God een Alleskunner?" uit, opnieuw een boek met kardinaal Danneels en met verschillende jongeren. Na twee maanden werd het herdrukt. Ook de Franse versie kende veel succes en men heeft een vertaling in het Italiaans gemaakt.
In 2003 verscheen het boek "Vertrouwen". Voor dit boek heeft Driessen een aantal maanden het archief van de kardinaal onderzocht. Er zijn anno 2006 vijf drukken geweest. Voor het jaar van het gebed van de Belgische Bisschoppen (2005-2006) verzorgde ze de redactie van het boek "Onderstroom" dat in twee delen werd uitgegeven door Carmelitana.
In 2003 kreeg ze voor haar boek "Abigail" de Kleine Cervantes-prijs, een prijs van de stad Gent.
Onderwijl maakte ze vertalingen voor uitgeverij Editions du Signe, een boekje over de abdij van Grimbergen en werkte ze aan een nieuwe jeugdroman. Ze werd opgenomen in de redactie van "Nieuw Leven", een tijdschrift van de Vlaamse karmelieten. Maandelijks verzorgde ze een cursiefje in Tertio, een katholiek weekblad voor gelovigen.
Het jeugdboek Ik ben Raaf, over tienerzwangerschap, schreef ze samen met haar zoon Thomas Goyvaerts. Het verscheen in 2007 bij uitgeverij Lannoo. Vooral “Blauwe ogen, bruine ogen” over haar twee adoptiedochters en “Gebrandmerkt” waren een succes.
Sinds 1998 woonde ze met haar gezin (man en 6 kinderen) in het rectorhuis van de karmelieten te Vilvoorde. Ze leefden er verbonden met de zusters karmelietessen en deelden hun gebedsleven en spiritualiteit.
Na een chronische ziekte overleed zij op 54-jarige leeftijd.

## Beknopte bibliografie
- 2015 · Waarom nog wachten? Iny Driessen en Godfried Danneels over Lectio Divina, Halewijn
- 2015 · Ik heb je nodig. Vriendschap bij Elisabeth van de Drie-eenheid, Carmelitana
- 2014 · In alle eenvoud. Gebedenboekje, Halewijn
- 2014 · Ongewild alleen, Averbode
- 2013 · Met de glimlach-leven met Elisabeth van de Drie-eenheid, Carmelitana
- 2013 · Over de drempel, Halewijn/adveniat
- 2013 · Het geheim van vriendschap en intimiteit, Averbode
- 2011 · Zo ver weg. Thuiskomen in eenzaamheid,Lannoo
- 2010 · De andere moeder, eigen beheer
- 2009 · Als alles tegen zit en God geeft niet thuis, Lannoo
- 2008 · Kleine kruisweg van Thérèse, Carmelitana
- 2008 · Richt ons weer op, Lannoo
- 2007 · Ik ben Raaf, Lannoo
- 2006 · Hopen en bidden, Lannoo
- 2005 · Onderstroom I & II, Carmelitana
- 2004 · In het begin, Halewijn
- 2003 · Ken je ze alle zeven?, Lannoo
- 2003 · Vertrouwen, Lannoo
- 2003 · Liefdeslied voor altijd, Carmelitana
- 2002 · Abigail, Lannoo
- 2002 · Bij dag, bij nacht, Carmelitana
- 2001 · De wijn raakt op, Lannoo
- 2001 · Wat ben je mooi, mijn lief, Carmelitana
- 1999 · Wie ben ik?, Halewijn
- 1999 · Goed gevormd?, Halewijn
- 1999 · God die het grassprietje bedacht, Lannoo
- 1999 · Even stil, Averbode
- 1999 · De zoen van God, Halewijn
- 1999 · Waarom toch gaan?, Halewijn
- 1998 · Schaakmat, De Eenhoorn
- 1998 · Ik zal je dragen, Halewijn
- 1997 · Bruine ogen, blauwe ogen, Clavis
- 1997 · Ik vergeet je nooit, Halewijn
- 1997 · De glimlach van God, Halewijn
- 1996 · Wies en de wiebeltand, Clavis
- 1995 · Gebrandmerkt, Clavis
- 1995 · Sterren in mijn buik, Clavis
- 1995 · Het dwaze refrein, Averbode
- 1994 · Hokusj Pokusj Pasj, Clavis
- 1994 · De dood van Herodes, Unistad
- 1993 · Het Krabkasteel, Clavis
- 1993 · Mag ik je bestelling noteren?, Goede Pers
- 1992 · Kreten uit de kelder, Unistad
- 1992 · Als ik kon toveren, Halewijn
- 1991 · Gods goede woord voor het gezin, Unistad
- 1990 · De bingo-story, Unistad (later heruitgegeven als De gokduivel)
- 1990 · Wie is God voor u?, Unistad (redactie)
- 1989 · Ogen met vlinders, Unistad
- 1989 · Gods verhaal begint in jou, Unistad
- 1988 · Zijn er Christenen in dit vrome land?, Unistad
- 1987 · De kleine Harlekijn, PIC